# Cigembor
Cigembor is een bestuurslaag in het regentschap Ciamis van de provincie West-Java, Indonesië. Cigembor telt 4202 inwoners (volkstelling 2010).